# Paraíso do Sul
Paraíso do Sul là một đô thị thuộc bang Rio Grande do Sul, Brasil. Đô thị này có diện tích 342,448 km², dân số năm 2007 là 7348 người, mật độ 21,46 người/km².